# Zappelphilipp (Film)
Zappelphilipp ist ein deutsches Filmdrama von Connie Walther aus dem Jahr 2012. Es thematisiert den Umgang mit lebhaften Kindern im Schulunterricht, die unter dem Verdacht einer Aufmerksamkeitsdefizit-/Hyperaktivitätsstörung stehen.

## Handlung
Im Laufe des dritten Schuljahres bekommt die allein lebende Lehrerin Hannah Winter einen neuen Schüler, den neunjährigen Fabian Haas. Schnell wird deutlich, dass der Knabe sehr lebhaft ist. Die übrigen Mitschüler sind zum Teil verwundert, zum Teil begeistert. Mit der Zeit wird aber auch deutlich, dass durch seine Aktivitäten der Schulunterricht nicht mehr in der gewohnten Form abgehalten werden kann. Die ersten Eltern fragen nach und beschweren sich, dass Fabian den Unterricht störe. Hannah will dies nicht glauben und sieht in Fabian einen außergewöhnlichen Buben, der viel Zuneigung, aber keine Medikamente braucht. Sie sucht den Kontakt zu Fabians Mutter, Miriam Haas, die mit ihrem neuen Lebensgefährten zusammen ein gemeinsames Kind erwartet. Doch auch dort kann sie keine genauen Informationen erhalten, warum Fabian so aktiv ist.
Hannah verbringt nun auch außerhalb des Schulunterrichts viel Zeit mit Fabian, was sowohl bei den Eltern, wie auch bei der Schulleitung auf Unverständnis stößt. Einige Eltern sind der Auffassung, dass Fabian unter einer Aufmerksamkeitsdefizit-/Hyperaktivitätsstörung (ADHS) leide, die medikamentös behandelt werden sollte. Sie sind der Auffassung, dass nur so ein geregelter Schulunterricht möglich sei. Fabian hingegen ist überfordert und findet in einer Musikgruppe Halt. Die Situation eskaliert, als Fabian von einer anderen Lehrerin eine Ohrfeige erhält: An dem eigens hierfür einberufenen Elternabend, an dem sich die Lehrerin vor den Eltern entschuldigen soll, wird Fabians Mutter aufgefordert, mit ihrem Sohn zu einem Arzt zu gehen. Miriam ist zunächst unentschlossen, doch bringt sie nach einem erneuten Streit mit ihrem Lebensgefährten Fabian zu einem Psychologen.
Hannah muss erkennen, dass nun auch ihre Lehrerkollegen nach und nach eine Behandlung von Fabian favorisieren. Die Situation eskaliert weiter, als Fabian mit einem Stein eine Mitschülerin verletzt. Miriam erleidet Schmerzen im Unterbauch und wird von ihrem Lebensgefährten ins Krankenhaus gebracht. Fabian sucht bei Hannah Zuflucht und die beiden machen einen Ausflug. Hannah muss jedoch erkennen, dass Fabian sie zu seinem leiblichen Vater Andreas geführt hat. Er zeigt kaum Interesse an dem Jungen und so fahren sie wieder zurück nach Hause. Dort treffen sie auf Fabians Mutter, die Hannah große Vorwürfe macht, dass sie mit ihrem Sohn alleine weggefahren ist.
Hannah lässt sich einige Wochen krankschreiben und erfährt so anlässlich eines Besuches eines Lehrerkollegen, dass Fabian, der nun doch Medikamente bekomme, große Fortschritte mache. In der Schlussszene sieht man Fabian, wie er im Schulunterricht mitarbeitet. Unklar bleibt bis zum Schluss, ob er wirklich an ADHS leidet.
Der Film begründet sich auf die ADD/ADHS-Hypothese von Thom Hartmann, nach der ADD/ADHS Ausdruck einer anthropologischen Variante ist („Jäger“), die nur heutzutage gesellschaftlich kaum mehr gebraucht wird (Gesellschaft von „Sammlern“).

## Kritik
„Ein Film ohne Gebrauchsanweisung – aber mit vielen wahren Momenten.“

„Ein ‚Lehrstück‘ ohne Besserwisserei.“

„Das ausgezeichnet gespielte und mitunter fast dokumentarische Drama beschreibt, wie das Bildungssystem an Kindern scheitert, die nicht der Norm entsprechen.“

„Connie Walthers Film verzichtet denn auch auf ein wohlfeil harmonisierendes Happy End. Die Fragen bleiben offen, der Zuschauer muss selbst seine eigene Antwort finden.“

Von wissenschaftlicher Seite wurde dem Film jüngst eine „hervorragende Konzeptionalisierung“ des „sehr vielschichtigen“ Themas und ein „hohe(s) ästhetische(s) Niveau“ attestiert. Zusammen mit Filmen wie Die Konferenz und Guten Morgen, Herr Grothe leiste der Film „einen wichtigen, aufklärerischen Beitrag zu einem gesellschaftlichen Diskurs von hoher Relevanz“. Wie diese, gehöre auch er „als ‚Pflichtlektüre‘ in die (…) Einführungsveranstaltung all derjenigen, die ein Lehramtsstudium bestreiten“.

## Ausstrahlung
Der Film wurde am 5. Dezember 2012 im ARD erstmals ausgestrahlt. Arte zeigte ihn am 17. Januar 2014. Er lief im französischen Fernsehen unter dem Titel L’enfant terrible.